# Burton Constable Hall

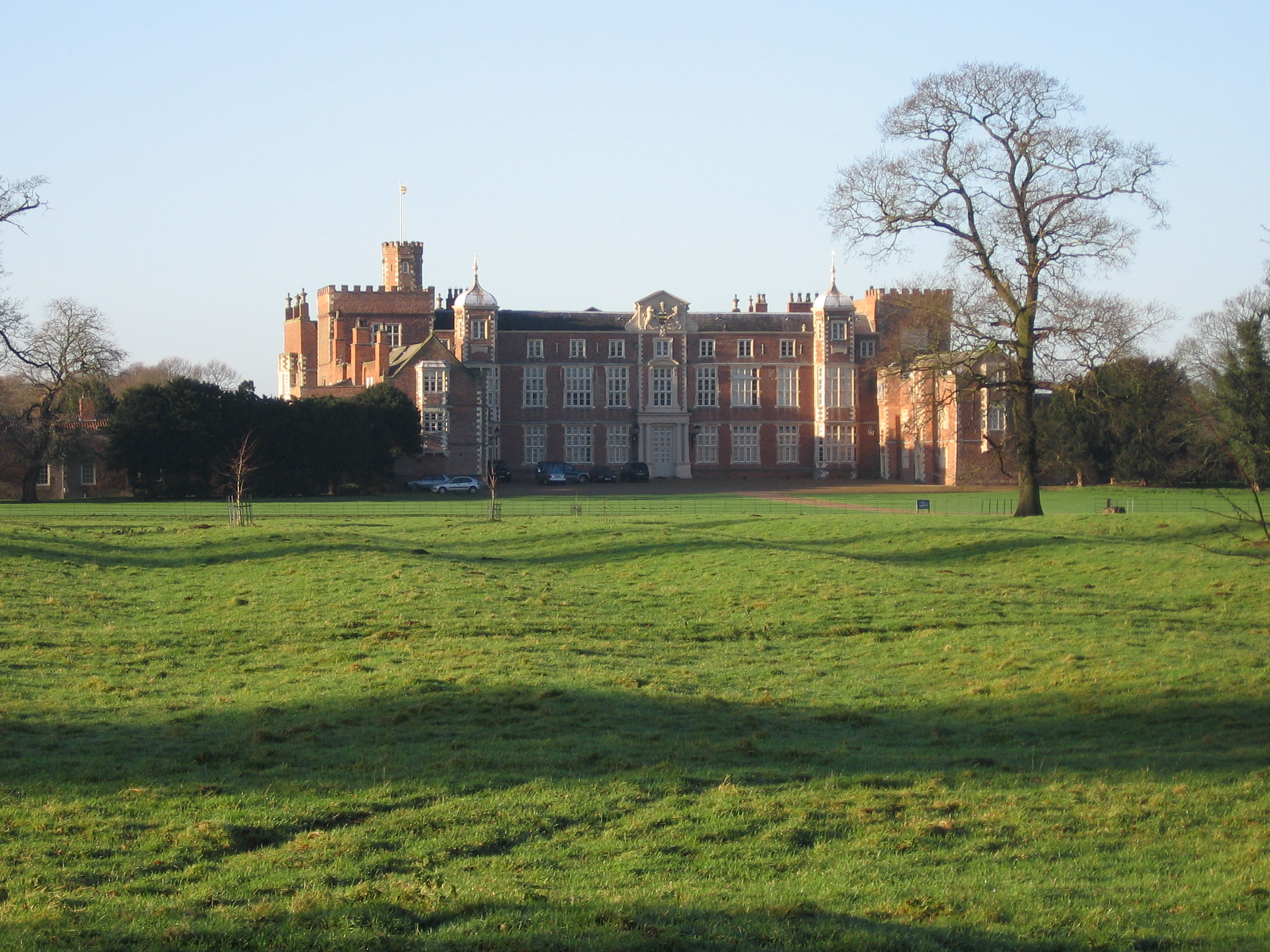
Burton Constable Hall

Die Burton Constable Hall ist ein großes elisabethanisches Landhaus mit einer Innenausstattung aus dem 18. und 19. Jahrhundert und einem schönen Kuriositätenkabinett des 18. Jahrhunderts. Das Herrenhaus, das English Heritage als historisches Gebäude I. Grades gelistet hat, liegt in einem 1,2 km großen, von Capability Brown gestalteten Park. Das Anwesen liegt 4,8 km südöstlich des Dorfes Skirlaugh in der englischen Verwaltungseinheit East Riding of Yorkshire, etwa 14 km nordöstlich der Stadt Kingston upon Hull. Dort wohnte über 400 Jahre lang die Familie Constable.

## Geschichte
Trotz seines offensichtlich einheitlichen Baustils hat die Burton Constable Hall eine lange und komplizierte Baugeschichte. Der untere Teil des Nordturms aus Kalkstein ist der älteste Teil des Hauses, der heute noch existiert, und stammt aus dem 12. Jahrhundert, als ein mittelalterlicher Pele Tower als Schutz des Dorfes Burton Constable vor der Regierung König Stephans diente. Ende des 15. Jahrhunderts wurde ein neues Herrenhaus aus Ziegeln in Burton Constable gebaut und ersetzte in der Folge das Herrenhaus Halsham als Familiensitz. In den 1560er-Jahren zog Sir John Constable in das elisabethanische Herrenhaus ein, das heute noch steht. Dieses schloss Überreste des früheren Herrenhauses mit ein, ebenso wie neue Räume, wie einen Rittersaal, der die gesamte Höhe des Gebäudes einnimmt und sein Tageslicht durch eine Laterne von oben erhält, einen Salon, Schlafzimmer und einen Südflügel.

## Umbau des Hauses in den 1760er-Jahren
Im 18. Jahrhundert erschien der Rittersaal altmodisch und ein bis heute erhaltener Plan von ungefähr 1730 lässt es als wahrscheinlich erscheinen, dass Cuthbert Constable das gesamte Innere des Hauses umbauen lassen wollte. Doch der Umbau fand erst in den 1760er-Jahren statt, als sein Sohn William Constable eine Reihe von Architekten mit der Planung beauftragte. Darunter waren John Carr, Timothy Lightoler und Capability Brown. Die dekorativen Stuckarbeiten wurden von James Henderson aus York ausgeführt. Damals beschaffte Constable auch die Stuckfiguren von Demosthenes und Herkules mit Cerebus sowie Stuckbüsten des römischen Kaisers Mark Aurel und der griechischen Dichterin Sappho vom Bildhauer John Cheere. Über dem offenen Kamin befindet sich ein Relief aus Eichenzweigen und Girlanden aus Lorbeerblättern, gekrönt von einem Hosenbandorden, die das Familienwappen der Constables in Stuckmarmor von Domenico Bartoli umschließen.
Der Speisesaal wurde von William Constable in den 1760er-Jahren grundlegend umgebaut; er beauftragte mit den Plänen Robert Adam, Thomas Atkinson und Timothy Lightoler. Letzter erhielt schließlich den Auftrag für die Durchführung. Die Decke zeugt vom damaligen Interesse an den Ausgrabungen in Pompeji und Herculaneum; die Stuckarbeiten wurden von Giuseppe Cortese ausgeführt. Das Relief am Kaminsims mit Bacchus und Ariadne auf einem Panther wurde auf bekannten antiken Kamees modelliert, die in der 1724 veröffentlichten Schrift Pierres Antiques Gravées von Philip Baron von Stosch und Bernard Picart dargestellt wurden. Dieser Raum wurde im 19. Jahrhundert erneut umdekoriert.

## Die Lange Galerie
Die Lange Galerie im Obergeschoss entlang der Westfront wurde Ende des 16. Jahrhunderts fertiggestellt. Als ‚‘Dame Margaret Constable‘‘ 1610 die Erlaubnis erhielt, „zu ihrer Erbauung zu wandeln“, war die Lange Galerie nur spärlich möbliert und blieb so das gesamte 17. Jahrhundert über. Die Holzvertäfelung aber stammt vom Ende des 17. Jahrhunderts, ebenso wie der offene Kamin aus Marmor. Ihre Bücherregale aus Ulmen- und Mahagoniholz ließ in den 1740er-Jahren Cuthbert Constable einbauen und er neu-jakobinische Stuck an Decke und Fries stammt aus den 1830er-Jahren. 1833 begannen die Clifford-Constables mit der Renovierung der Langen Galerie. Dies umfasste auch die Beschaffung von Sphinxtischen von Giuseppe Leonardi mit Tischplatten aus speziellem Marmor von Giacomo Raffaeli.

## Museen
Auch wenn man weiß, dass es 1774 ein Museum gab, so kennt man doch nicht seinen Standort. In der Inventarliste von 1791 wurde es als „weißer Raum anschließend an die Galerie“ bezeichnet. Damals beherbergte es eine Reihe gerahmter Zeichnungen. Die heutigen Museumsräume waren damals laut einem Plan von 1775 zwei Schlafzimmer mit einem dazwischen liegenden Ankleideraum. In den 1850er-Jahren hatte man an dieser Stelle ein fein ausgestattetes Theater geschaffen, wobei der äußere Raum als Zuschauerraum und der innere Raum als Bühne und Zug dienten. Die Museumsräume in ihrer heutigen Form stammen aus den 1970er-Jahren, als William Constable Sammlungen von wissenschaftlichem Material aus dem Dachgeschoss geräumt wurden, wo sie seit Beginn des 19. Jahrhunderts lagerten. Das Museum präsentiert heutzutage Teile des umfangreichsten Kuriositätenkabinetts, das man in englischen Landhäusern gefunden hat. 2003 schaffte die Burton Constable Foundation ein Teleskop aus dem 18. Jahrhundert an, das vor seinem Verkauf um 1960 ein wohlbekanntes Stück in diesem Hause war. Ursprünglich hatte es William Constable angeschafft, der es 1760 von dem berühmten Uhrmacher Henry Hindley aus York für den Preis von 100 Guineas kaufte. Es soll das erste äquatorial montierte Teleskop der Welt sein.

## Chinesisches Zimmer

Chinesisches Zimmer

Das Chinesische Zimmer war von den Besuchen von Marianne Lady Clifford-Constable und ihrer Schwester Eliza im Pavillon in Brighton in den 1830er-Jahren inspiriert. Thomas Brooks schnitzte die vergoldeten Drachen. Marianne entwarf den Drachenstuhl, der 1841 von Thomas Wilkinson während seiner Lehre bei Thomas Ward in Hull geschnitzt wurde.

## Anwesen und Park
Das mittelalterliche Offenes-Feld-System kam zur Anwendung, bevor 1517 der Rehpark geschaffen wurde. Der Bericht von William Senior von 1621 zeigt, dass der Park damals aus einer Reihe von Einfriedungen bestand und der Haupteingang zum Haus auf der Ostseite lag. Er war durch einen Gartenweg erreichbar. Der alte Wassergraben erstreckte sich auf zwei Seiten des Herrenhauses. Etwas weiter im Westen langen drei lange Fischteiche. 1715 wurden umfangreiche Arbeiten für William Constable, den 4. Viscount Dunbar, ausgeführt. Land wurde für neue Gärten eingeebnet. Vermutlich wurde damals ein Rasen an der Westfassade angelegt und nördlich davon ein Waldstück mit einem geometrischen Muster an Wegen. 1757 fragte William Constable den Chefgärtner von Londesborough Estate, das dem Earl of Burlington gehörte, Thomas Knowlton, um Rat. Knowlton schlug die Anlage einer Menagerie am Nordende der Seen vor, die heute von English Heritage als historisches Gebäude II. Grades gelistet ist, ebenso wie einen Hausegarten nahe der Westfassade des Herrenhauses, der ein 62 m langes Gewächshaus enthielt. Lancelot „Capability“ Brown, der für die Landschaftsgestaltung von 1772 bis 1782 verantwortlich war, verband die Teiche und schuf zwei Seen, die durch einen begehbaren Damm getrennt waren, wobei er Baumgruppen pflanzte, versunkene Zäune und einen Ha-Ha installierte. Der Stallblock aus elisabethanischer Zeit, der sich an das Herrenhaus anschloss, wurde abgerissen und 1768 durch Lightolers Ställe im palladianische Ställe ersetzt. Diese Stelle wurden 1966 von English Heritage als historisches Gebäude I. Grades gelistet. Näher am Haus wurde 1782 eine neue Orangerie nach den Plänen von Thomas Atkinson mit Ornamenten aus Kunststein von Eleanor Coade fertiggestellt. Diese wurde 1966 als historisches Gebäude II. Grades gelistet.

### Walskelett

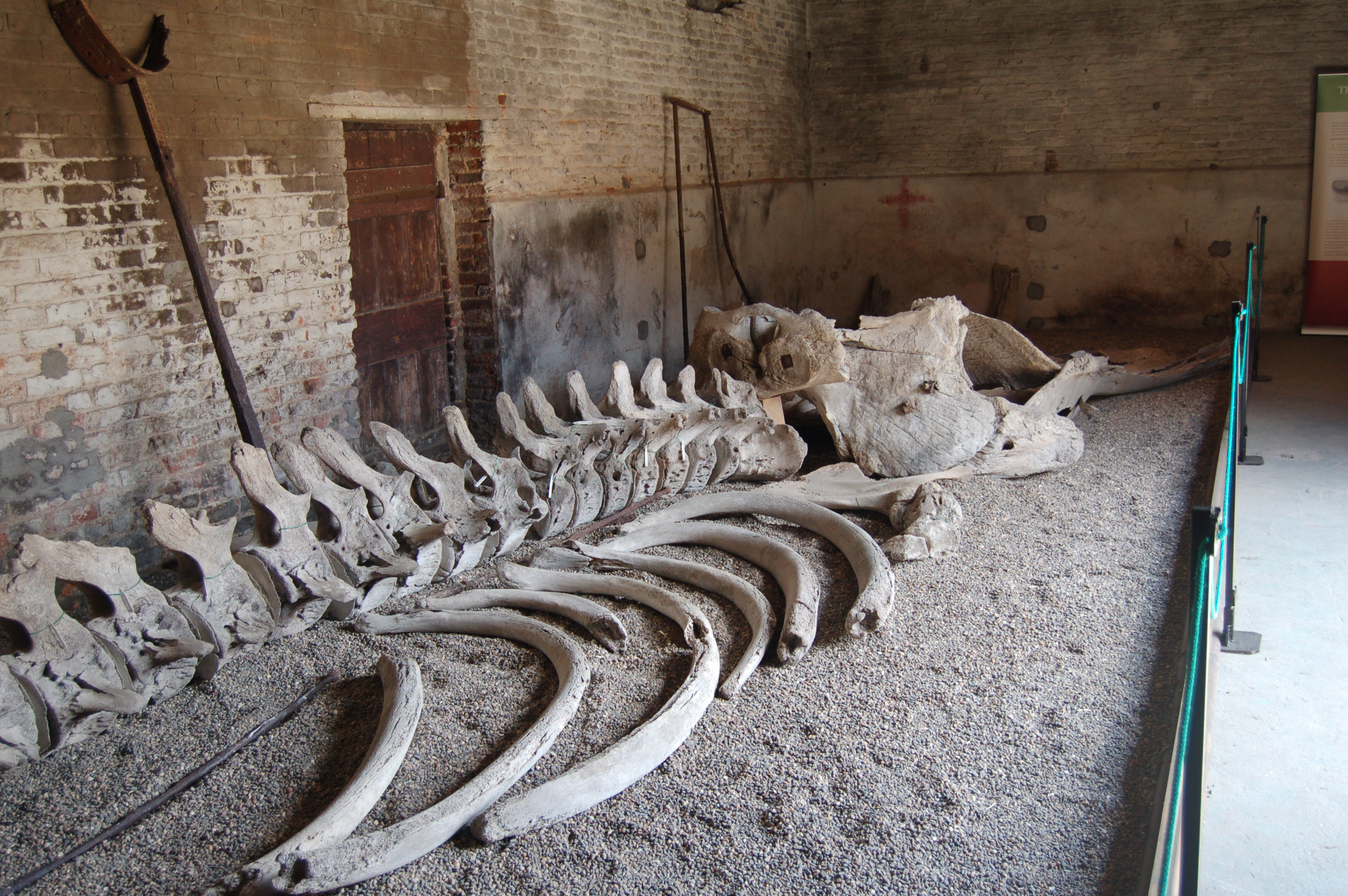
Walknochen in der Burton Constable Hall

Ein unübliches Detail im Park war im 19. Jahrhundert das Skelett eines 18 m langen Pottwals, das an eisernen Stützen aufgestellt war. Der männliche Wal war 1825 an der Küste des nahegelegenen Tunstall gestrandet und wurde von James Alderson, einem bekannten Chirurgen aus Hull, vorsichtig seziert und studiert. Das Skelett wurde zur Burton Constable Hall gebracht, weil Sir Clifford, der Lord Paramount of the Seigniory of Holderness, die Rechte an allem Interessanten hatte, das an der Küste angeschwemmt wurde. Auf diesen berühmten Wal wurde auch Herman Melville aufmerksam, der sein Meisterstück Moby-Dick 1851 veröffentlichte: “at a place in Yorkshire, England, Burton Constable by name, a certain Sir Clifford Constable has in his possession the skeleton of a Sperm Whale (...) Sir Clifford's whale has been articulated throughout; so that like a great chest of drawers, you can open and shut him, in all his long cavities — spread out his ribs like a gigantic fan — and swing all day upon his lower jaw. Locks are to be put upon some of his trap doors and shutters; and a footman will show round future visitors with a bunch of keys at his side. Sir Clifford thinks of charging twopence for a peep at the whispering gallery in the spinal column; threepence to hear the echo in the hollow of his cerebellum; and sixpence for the unrivalled view from his forehead.” (dt.: „An einem Ort in Yorkshire, England, Burton Constable genannt, besitzt ein gewisser Sir Clifford Constable das Skelett eines Pottwals (...) Über Sir Cliffords Wal wird überall gesprochen; dass man ihn wie einen großen Schubladenkasten in all seinen langen Röhrenknochen öffnen und schließen könne – er strecke seine Rippen heraus wie ein gigantischer Ventilator – und man könne jeden Tag sich über seinen Unterkiefer schwingen. Schlössen müssen an einigen seiner Falltüren und Läden angebracht werden und ein Mann mit einem Schlüsselbund solle künftig Besucher an seiner Seite herumführen. Sir Clifford möchte zwei Pence für einen Blick auf die Flüstergalerie in seiner Wirbelsäule verlangen; drei Pence, um das Echo in seinem hohlen Kleinhirn zu hören; und sechs Pence für den alleinigen Blick von seiner Stirn.“)
Das Walskelett kann man heute noch bei der Burton Constable Hall, in der Großen Scheune, sehen.